# Bartolomeu dos Mártires de Maia
Dom Bartolomeu dos Mártires de Maia foi o vigésimo sexto bispo da Diocese de São Tomé e Príncipe. Nasceu no dia 8 de Agosto de 1764 em Sandomil, Brasil. Logo após atingir a idade canónica ingressou na Ordem dos Carmelitas Descalços. Fez os seus estudos sacros no Reino, regressando ao Rio de Janeiro com grandes habilitações. Aos vinte e três anos e meio, precisamente no dia 16 de Fevereiro de 1788, ordena-se Presbítero em serviço da Província Carmelita do Rio de Janeiro.
Frei Bartolomeu dedicou-se inteiramente ao serviço espiritual e pastoral da sua província carmelita, havendo sido prior de vários mosteiros. No dia 8 de Março de 1816, o Papa Pio VII elege-o para bispo da Diocese de São Tomé e Príncipe. Porém, a sua sagração episcopal se efectua apenas no dia 28 de Outubro do mesmo ano, sendo o eminente Dom José Caetano da Silva Coutinho, prelado de São Sebastião do Rio de Janeiro, o bispo consagrante. Rumo às ilhas, Dom Frei Bartolomeu pouco tempo permanece em São Tomé, ao saber que havia sido nomeado também para a prelatura territorial da Ilha de Moçambique, com data de 10 de Novembro de 1819. Renunciando ao seu cargo de bispo da Diocese de São Tomé e Príncipe, esta passou a ser Sé vaga, sendo governada sucessivamente por Vigários Gerais por quase 122 anos. Passando de novo pelo Brasil, apenas se fez a caminho de Moçambique onde chegou a 17 de Setembro de 1820.
Estamos em Março de 1821 quando chega à colónia a notícia da revolução liberal de 1820. Eram inúmeros os exilados políticos naquelas paragens. Em Moçambique, o ambiente foi entusiástico. Com o apoio de alguns elementos da guarnição militar na ilha, estes intentaram proclamar o novo estado das coisas. O Capitão-General da Colónia, João da Costa de Brito Sanches, conseguiu evitá-lo, mas só por algum tempo. Uma nova confirmação da notícia levou a outra revolta e o Capitão-General foi preso e encarcerado no Forte de São Sebastião. Bartolomeu para tentar evitar uma carnificina, sugere a formação de um governo temporário. Escolheu-se então João Vicente de Cárdenas, Joaquim António Ribeiro, Francisco de Paula e Baltasar Manuel de Sousa e Brito. Devido à sua demonstração de capacidade governativa, o prelado foi convidado a fez parte desse mesmo governo provisório.
Sucumbindo a uma enfermidade, Dom Bartolomeu veio a falecer em 1828 na cidade da Ilha de Moçambique.